# Xenoclostera
Xenoclostera är ett släkte av fjärilar. Xenoclostera ingår i familjen tandspinnare.
Kladogram enligt Catalogue of Life:
| Xenoclostera | \| \| Xenoclostera adjutrea \| \| \| \| \| \| Xenoclostera argyrocraspeda \| \| \| \| \| \| Xenoclostera ferrifera \| \| \| \| \| \| Xenoclostera junctura \| \| \| \| \| \| Xenoclostera sinensis \| \| \| \| |
|              | \| \| Xenoclostera adjutrea \| \| \| \| \| \| Xenoclostera argyrocraspeda \| \| \| \| \| \| Xenoclostera ferrifera \| \| \| \| \| \| Xenoclostera junctura \| \| \| \| \| \| Xenoclostera sinensis \| \| \| \| |
|              | Xenoclostera adjutrea |
|              | |
|              | Xenoclostera argyrocraspeda |
|              | |
|              | Xenoclostera ferrifera |
|              | |
|              | Xenoclostera junctura |
|              | |
|              | Xenoclostera sinensis |
|              | |